# Смедеревац, Петар
Петар Смедеревац (26 августа 1922—1994) — югославский шахматист, международный мастер (1965).
Участник нескольких чемпионатов Югославии. Лучшее достижение — делёж 4-7 места в чемпионате 1959 года.
В составе различных клубов многократный участник командных чемпионатов Югославии (1948, 1950—1954, 1956, 1964, 1969, 1972—1973, 1976). Лучшего результата достиг в 1950 году в составе команды «BUŠK Vidmar» (г. Белград), с которой стал чемпионом страны, а также завоевал золотую медаль в индивидуальном зачёте (играл на 6-й доске).
В составе сборной Югославии победитель 4-й Балканиады (1972) в г. Софии.